# Monte Ostano
Il monte Ostano (1.509 m s.l.m.) è una montagna delle Alpi Pennine, in Piemonte. 

## Caratteristiche

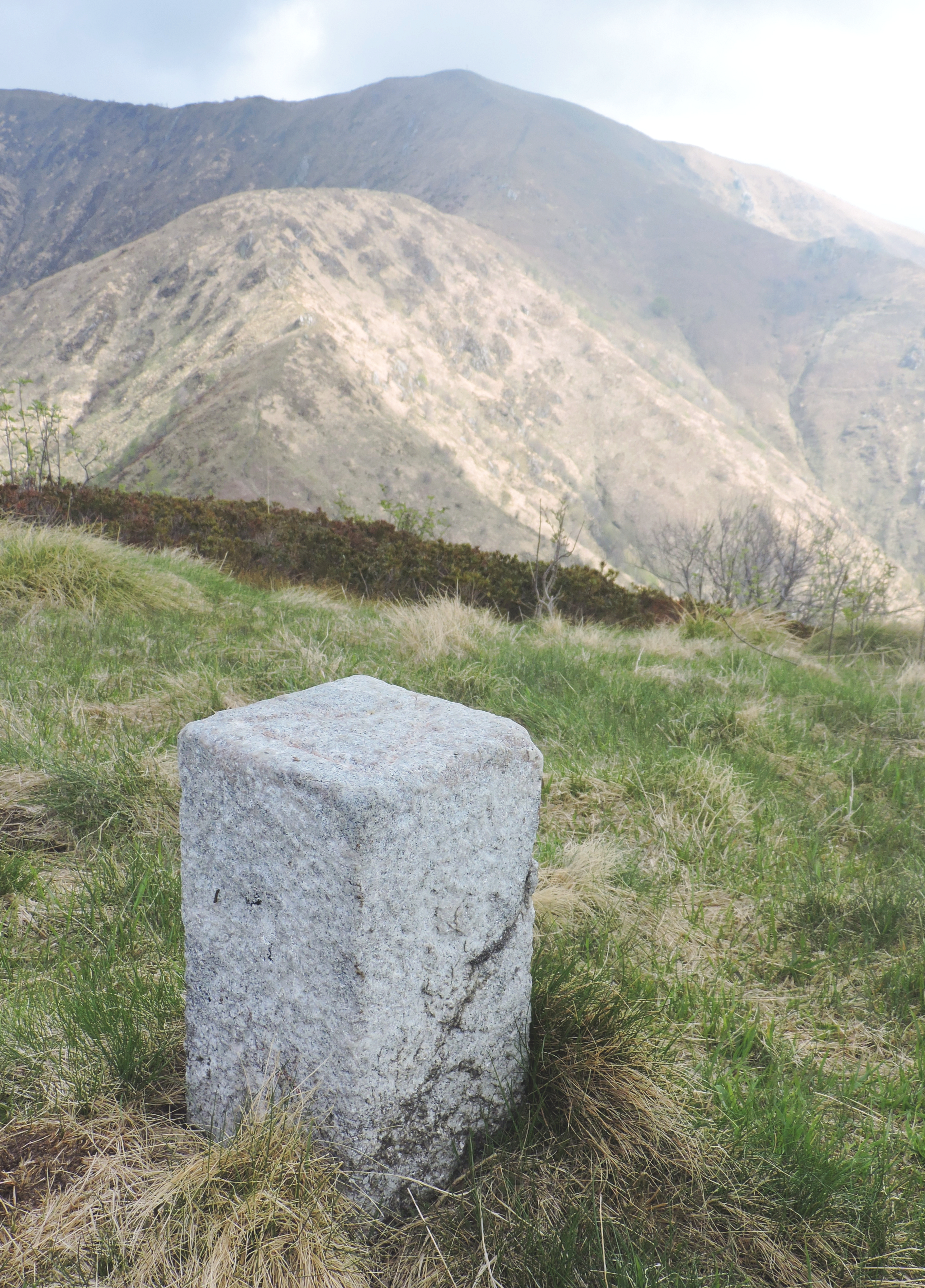
Il cippo sulla cima, sullo sfondo il Monte Croce

La montagna appartiene alle Alpi Cusiane e fa parte del crinale che divide la Valsesia dalla conca del Lago d'Orta. Lo spartiacque verso nord-est scende fino ad una sella a quota 1.412 e risale poi verso al Monte Croce, mentre a sud perde quota fino al Colle del Ranghetto proseguendo quindi in direzione del Monte Novesso. Dal tratto di crinale che collega il monte Ostano con il passo del Ranghetto si stacca verso sud-est una cresta che culmina con la Cima del Camossaro e che divide tra loro i due valloni valsesiani di Nono (ex-comune di Camasco, a sud) da quello del torrente Bagnola. Sul versante cusiano le acque sono invece drenate dal torrente Fiumetta. Sulla cima del monte Ostano si trova una cippo confinario in pietra. La montagna amministrativamente è divisa tra il comune cusiano di Quarna Sotto e quello valsesiano di Varallo. La sua cima costituisce un ottimo punto di vista sul Monte Rosa, sul Weissmies e sulle altre montane circostanti.

## Accesso alla vetta
Dal versante valsesiano partendo da Camasco si può raggiungere la vetta del monte Ostano con una digressione su sentiero non segnato dall'itinerario che raggiunge il Monte Croce. Dalla conca del Lago d'Orta la montagna è raggiungibile passando dal Colle del Ranghetto, con partenza da Quarna Sotto, oppure in traversata dopo avere scavalcato il Monte Croce (in questo caso la partenza avviene in genere da Quarna Sopra). Queste vie di salita sono considerate di difficoltà escursionistica di tipo E (escursionismo medio).